# Nuevo Cuyutlán
Nuevo Cuyutlán är en ort i Mexiko.   Den ligger i kommunen Manzanillo och delstaten Colima, i den södra delen av landet, 500 km väster om huvudstaden Mexico City. Nuevo Cuyutlán ligger 35 meter över havet och antalet invånare är 893.
Terrängen runt Nuevo Cuyutlán är kuperad norrut, men söderut är den platt. Runt Nuevo Cuyutlán är det ganska tätbefolkat, med 54 invånare per kvadratkilometer. Närmaste större samhälle är El Colomo, 15,5 km väster om Nuevo Cuyutlán.